# Ukk vasútállomás
Ukk vasútállomás egy Veszprém vármegyei vasútállomás Ukk településen, a MÁV üzemeltetésében.
A belterület nyugati szélén helyezkedik el, közúti megközelítését a 7337-es útból Ukk központjában kiágazó 73 327-es számú mellékút biztosítja.

## Vasútvonalak
Az állomást az alábbi vasútvonalak érintik:
- Boba–Bajánsenye-vasútvonal
- Balatonszentgyörgy–Tapolca–Ukk-vasútvonal

## Kapcsolódó állomások
A vasútállomáshoz az alábbi állomások vannak a legközelebb:
- Rigács megállóhely (Celldömölk vasútállomás, Boba–Bajánsenye-vasútvonal)
- Dabronc megállóhely (Bajánsenye megállóhely, Boba–Bajánsenye-vasútvonal)
- Gógánfa megállóhely (Balatonszentgyörgy vasútállomás, Balatonszentgyörgy–Tapolca–Ukk-vasútvonal)

## Forgalom
| Járat                          | Útvonal | Gyakoriság                             |
| ------------------------------ | --- | -------------------------------------- |
| személyvonat                   | Ukk – Gógánfa – Zalagyömörő – Sümeg – Sümegi Bazaltbánya – Uzsa – Uzsabánya alsó – Tapolca – Raposka – Balatonederics (← Becehegy) – Balatongyörök – Vonyarcvashegy – Gyenesdiás – Alsógyenes – Keszthely | Napi 1 Keszthely felé, napi 2 Ukk felé |
| személyvonat                   | Ukk – Gógánfa – Zalagyömörő – Sümeg – Sümegi Bazaltbánya – (Uzsa →) Uzsabánya alsó – Tapolca | Napi 3 Tapolca felé, napi 1 Ukk felé   |
| személyvonat                   | Ukk – Gógánfa – Zalagyömörő – Sümeg | Napi 4 pár                             |
| személyvonat                   | Zalaegerszeg – Zalaszentiván – Kemendollár – Pókaszepetk – Pakod – Zalabér-Batyk – Türje – Dabronc – Ukk – Rigács – Nemeskeresztúr – Jánosháza – Kemenespálfa – Boba – Nemeskocs – Celldömölk (napi 1 tovább Szombathely felé) | 2 óránként                             |
| személyvonat                   | Celldömölk – Nemeskocs – Boba – Kemenespálfa – Jánosháza – Nemeskeresztúr – Rigács – Ukk – Gógánfa – Zalagyömörő – Sümeg – Sümegi Bazaltbánya (← Uzsa) – Uzsabánya alsó – Tapolca – (Raposka →) – Balatonederics – Balatongyörök – Vonyarcvashegy – Gyenesdiás – Alsógyenes – Keszthely | Napi 2 pár                             |
| személyvonat                   | Ukk – Gógánfa – Zalagyömörő – Sümeg – Sümegi Bazaltbánya – Uzsa – Uzsabánya alsó – Tapolca – Raposka – Balatonederics – Balatongyörök – Vonyarcvashegy – Gyenesdiás – Alsógyenes – Keszthely → Balatonszentgyörgy | Napi 1 pár                             |
| Lesence sebesvonat             | Szombathely – Sárvár – Celldömölk – Ukk – Sümeg – Tapolca – Raposka – Balatonederics – Balatongyörök – Vonyarcvashegy – Gyenesdiás – (Alsógyenes →) Keszthely | Nyáron napi 1 pár                      |
| Tanúhegy sebesvonat            | Győr – Győr-Gyárváros – Győrszabadhegy – Ménfőcsanak felső – Gyömöre-Tét – Szerecseny – Gecse-Gyarmat – Vaszar – Pápa – Mezőlak – Mihályháza – Vinár – Külsővat – Celldömölk – Ukk – Sümeg – Tapolca – Raposka – Balatonederics – Balatongyörök – Vonyarcvashegy – Gyenesdiás (← Alsógyene) – Keszthely | Nyáron napi 1 pár                      |
| Göcsej InterCity               | Budapest-Déli – Budapest-Kelenföld – Székesfehérvár – Várpalota – Pétfürdő – Veszprém – Ajka – Jánosháza – Ukk – Zalabér-Batyk – Zalaszentiván – Zalaegerszeg | 2 óránként                             |
| Citadella nemzetközi InterCity | Budapest-Déli – Budapest-Kelenföld – Székesfehérvár – Várpalota – Pétfürdő – Veszprém – Ajka – Jánosháza – Ukk – Zalabér-Batyk – Zalaszentiván – Zalaegerszeg – Zalalövő – Őriszentpéter – Hodoš (Őrihodos) – (Mačkovci (Mátyásdomb) →) Murska Sobota (Muraszombat) – Lipovci (Hársliget) – Ljutomer mesto (← Ivanjkovci) – Ormoz – Ptuj – Pragersko – Celje – Laško – (Rimske Toplice →) Zidani Most – Trbovlje – Zagorje – (Litija →) Ljubljana | Napi 1 pár                             |